# Murray Adaskin

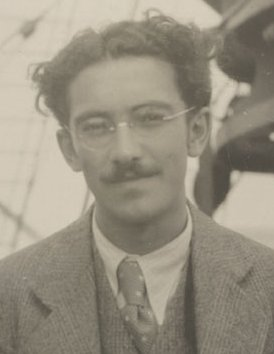
Murray Adaskin en 1929

Murray Adaskin (Toronto, 28 de marzo de 1906 - 6 de mayo de 2002) fue un violinista, compositor, maestro y profesor canadiense. Después de tocar el violín con una banda, estudió composición y llegó a convertirse en el director del Departamento de Música de la Universidad de Saskatchewan. Muchas de sus composiciones las escribió tras su retiro en Victoria.